# Charlotte Vanhove
Charlotte Vanhove, detta Caroline Vanhove, Caroline Petit-Vanhove e Cécile Caroline Charlotte Vanhove (L'Aia, 10 novembre 1771 – Parigi, 11 aprile 1860), è stata un'attrice teatrale francese.

## Biografia
Figlia degli attori della Comédie-Française Charles-Joseph Vanhove e Andrée Coche, Caroline, nome con il quale era famosa al grande pubblico, era una fanciulla di rara bellezza dal viso infantile.
Destinata al teatro in quanto figlia d'arte, debuttò a 14 anni nel ruolo di Ifigenia nella piéce di Racine, riscuotendo enorme successo presso il pubblico parigino che per lei accorse al Théâtre-Français.
A quindici anni sposò un violinista del teatro, Petit, e nel 1786, anno successivo al matrimonio, entrò in pianta stabile tra gli attori della Comédie-Française.
Rimasta al teatro dopo la scissione in due dello stesso, fu imprigionata coi suoi colleghi nel settembre 1793 nella prigione delle Madelonnettes con l'accusa di atti antirepubblicani. Sarà rilasciata 5 mesi più tardi, quando riprenderà la sua carriera di attrice.
Caroline era largamente amata dal pubblico che coniò per lei l'espressione "Avere le lacrime nella voce", a sottolineare il gusto drammatico che imprimeva nei personaggi tragici da lei interpretati: appartenente alla categoria di attori di Ancien Régime, si destreggiò sia in ruoli tragici sia in quelli comici, ambivalenza che le venne in seguito rimproverata dal pubblico e che segnò successivamente l'inizio del suo declino di attrice.
A pochi mesi dal rilascio e dopo aver usufruito del divorzio, da poco istituito, Caroline iniziò una relazione con Talma, allora sposato con la ballerina Julie Carreau, rovinata dalle folli spese che Talma faceva.
Ottenuto il divorzio di Julie Carreau da Talma, quest'ultimo e Caroline si sposarono.
Nel 1798 Caroline e suo padre acquistarono una proprietà a Brunoy, la Malgouverne, e successivamente la Gouvernerie ed il suo parco, messe in vendita dal proprietario Ribbing Frédérickson. Talma vi apportò costose modifiche coprendo la coppia di debiti e si concesse numerose scappatelle. Presso di loro alloggiò in pianta stabile anche una maestra, da cui Talma ebbe tre figli prima che ella morisse. Presto ne comparve una nuova, mentre i debiti cominciarono a riaccumularsi nonostante l'aiuto finanziario di Napoleone, amico intimo della coppia. Caroline, tradizionalmente moderata e realista, tentò di riprendere le redini del ménage familiare chiedendo il divorzio ottenendo scarso successo, vista la poca libertà concessa alla donna in epoca imperiale.
Da quel momento si pose ai margini della vita tumultuosa da artista. Lasciò il teatro e, recuperata una somma del denaro prestato al marito, si ritirò in un piccolo hotel circondato dal verde, in compagnia dei suoi amici. Si diede alla pittura, al disegno, ma soprattutto alla stesura di libri per ragazzi o sul teatro. Scrisse, spesso sotto lo pseudonimo di Mlle Carreau, Edmont et Juliette ou les Amants somnambules (1820), Le Château de Valmire ou Pauline et Théodore (1821), Réginalde ou la Vénitienne (1822), Élinor ou l'Épouse coupable (1824), e ancora Études sur l'art théâtral (1835).
Durante tutti questi anni fu lei che si occupò dei tre figli che Talma ebbe con la maestra, pagando le spese della pensione di Fontenay-sous-Bois dove furono messi.
Nel 1826, morto Talma, Caroline fu libera di sposarsi con il conte di Chalot, un cavaliere amico di lunga data, con il quale amava intrattenersi nel corso delle sue passeggiate. Ma egli morì rapidamente. La contessa Vanhove occupò le sue giornate scendendo in calesse lungo gli Champs-Élysées, recandosi spesso a teatro.
Morì l'11 aprile 1860, all'età di quasi novanta anni, nell'hotel parigino di rue de Bagneux 13 a Saint-Germain-des-Prés.